# Jennifer Granholm
Jennifer Mulhern Granholm (Vancouver, 5 de fevereiro de 1959) é uma política, advogada, educadora, autora e comentarista política americana, que atualmente serve como Secretária da Energia dos Estados Unidos no governo de Joe Biden. Ela ainda foi governadora de Michigan de 2005 a 2011, também servindo como procuradora-geral do mesmo estado. Ela é membro do Partido Democrata e se tornou a primeira mulher a ocupar o cargo de governadora do Michigan.
Jennifer nasceu em 5 de fevereiro de 1959 em uma família católica de Vancouver no Canadá. Sua família emigrou para a Califórnia quando ela tinha quatro anos. Granholm cresceu em Anaheim, San Jose e San Carlos. Em 1990 ela tornou-se procuradora federal em Detroit. Em 1998, ela foi eleita Procuradora-Geral do Michigan.
Em novembro de 2004, Jennifer Granholm foi eleita governadora do Michigan. Em 2006, ela foi reeleita com 56% dos votos contra o candidato republicano Dick DeVos. Em dezembro de 2020, Joe Biden a nomeou para chefiar o Departamento de Energia dos Estados Unidos. Ela foi confirmada pelo senado em 25 de fevereiro de 2021 por 64 a 35.

## Secretária da Energia dos Estados Unidos
O então presidente eleito Joe Biden indicou Granholm para ser a próxima secretária da energia. Granholm foi vista como uma dos indicados menos controversos de Biden, ganhando o apoio dos sindicatos, grupos ambientalistas e alguns republicanos. Uma professora de energia da Universidade da Califórnia-Berkeley, que trabalhou com Granholm na UC-Berkeley, disse que será "fenomenal para DOE" porque "ela entende a tecnologia, ela entende a implantação e ela sabe como administrar uma grande agência."  Ela compareceu ao Comitê de Energia e Recursos Naturais do Senado a 27 de janeiro de 2021 e o comitê votou pelo avanço de sua indicação com uma votação de 13–4 a 3 de fevereiro de 2021. Ela foi confirmada pelo Senado a 25 de fevereiro de 2021. Ela foi empossada mais tarde naquele dia pela vice-presidente Kamala Harris.

## Vida pessoal
Enquanto Granholm estava em Harvard, ela conheceu um colega estudante de direito e nativo de Michigan Daniel Mulhern, graduado em teologia pela Universidade de Yale. Eles casaram-se em 1986 e tomaram o sobrenome um do outro como seu nome do meio. Eles têm três filhos.

A 21 de outubro de 2010, Granholm foi nomeada Comandante da Ordem Real da Estrela Polar, Primeira Classe, pelo Rei da Suécia "pelo seu trabalho em fomentar as relações entre Michigan e a Suécia para promover uma economia de energia limpa".